# Tansa
Tansa es una comuna ubicada en el distrito de Iași, Rumania.

## Superficie
Cuenta con una superficie de 36,47 kilómetros cuadrados.

## Demografía
Hasta 2021 la población era de 2054 habitantes, con una densidad de población de 56,32 habitantes por kilómetro cuadrado.